# Slissjön
Slissjön är en sjö i Oskarshamns kommun och Västerviks kommun i Småland och ingår i Marströmmens huvudavrinningsområde. Sjön är 33 meter djup, har en yta på 1,78 kvadratkilometer och befinner sig 34,2 meter över havet. Sjön avvattnas av vattendraget Marströmmen (Bodaån).

## Delavrinningsområde
Slissjön ingår i det delavrinningsområde (637633-153212) som SMHI kallar för Utloppet av Slissjön. Medelhöjden är 51 meter över havet och ytan är 18,6 kvadratkilometer. Räknas de 22 avrinningsområdena uppströms in blir den ackumulerade arean 284,42 kvadratkilometer. Avrinningsområdets utflöde Marströmmen (Bodaån) mynnar i havet. Avrinningsområdet består mestadels av skog (76 %). Avrinningsområdet har 1,78 kvadratkilometer vattenytor vilket ger det en sjöprocent på 9,5 %.